# Маврово
Націона́льний парк Ма́врово (мак. Национален парк Маврово) — третій за величиною національний парк Північної Македонії, його площа — 73 088 га.
Територія парку охороняється з 1948 року. У межах парку розташовані гірські масиви: Кораб (2764 м), Дешат (2375 м), частково в парк входять: гірський масив Шар-Планина (2747 м) і ще один з найвищих в Македонії — масив Бистра (2163 м) та півночі парку — масив Крчін.
Центральна частина парку в долині річки Радика. У нижній частині національного парку розташоване Мавровське озеро.
У межах парку є безліч різних морфологічних утворень та частин рельєфу: річкові долини, водоспади, карстові утворення, печери, та інші. Неподалік розташований — однойменний гірськолижний курорт «Маврово».

## Флора та фауна
Ліси парку переважно складаються з бука. Окрім бука, тут ростуть близько 1000 видів вищих рослин, з яких 38 деревоподібні, а близько шестисот — ендеміки, зникаючі або рідкісні види. Національний парк Маврово є класичним місцем зростання 7 видів рослин, єдиним місцем в Македонії, де можна зустріти 12 рідкісних видів рослин, також в межах парку поширені ще 33 виду рослини, які рідко трапляються в інших місцях Північної Македонії.
Фауна національного парку Маврово також відрізняється своїм різноманіттям. Тут трапляються понад 140 видів птахів, серед них є сапсан, орел-могильник та беркут, також 11 видів земноводних, 12 видів плазунів та 38 видів ссавців (серед них ведмідь, рись, сарна та лісова кішка).